# Grupo Desportivo de Chaves 2017-2018
Questa voce raccoglie le informazioni riguardanti il Grupo Desportivo de Chaves nelle competizioni ufficiali della stagione 2017-2018.

## Rosa
Fonte:
| N. |                       | Ruolo | Calciatore        |
| -- | --------------------- | ----- | ----------------- |
|    | Portogallo (bandiera) | P     | António Filipe    |
|    | Portogallo (bandiera) | P     | Emanuel Novo      |
|    | Portogallo (bandiera) | P     | Ricardo Nunes     |
|    | Brasile (bandiera)    | D     | Djavan            |
|    | Portogallo (bandiera) | D     | Domingos Duarte   |
|    | Portogallo (bandiera) | D     | Hugo Basto        |
|    | Serbia (bandiera)     | D     | Nikola Maraš      |
|    | Portogallo (bandiera) | D     | Nuno Coelho       |
|    | Portogallo (bandiera) | D     | Paulinho          |
|    | Portogallo (bandiera) | D     | Pedro Queirós     |
|    | Brasile (bandiera)    | D     | Rafael Furlan     |
|    | Portogallo (bandiera) | C     | Stephen Eustáquio |

| N. |                          | Ruolo | Calciatore      |
| -- | ------------------------ | ----- | --------------- |
|    | Portogallo (bandiera)    | C     | Filipe Melo     |
|    | Brasile (bandiera)       | C     | Jefferson       |
|    | Portogallo (bandiera)    | C     | João Patrão     |
|    | Guinea-Bissau (bandiera) | C     | Jorginho        |
|    | Brasile (bandiera)       | C     | Matheus Pereira |
|    | Portogallo (bandiera)    | C     | Pedro Tiba      |
|    | Bielorussia (bandiera)   | C     | Renan Bressan   |
|    | Brasile (bandiera)       | C     | Tiago Galvão    |
|    | Brasile (bandiera)       | A     | Davidson        |
|    | Brasile (bandiera)       | A     | Platiny         |
|    | Brasile (bandiera)       | A     | Perdigão        |
|    | Brasile (bandiera)       | A     | Willian         |